# 近藤洋介 (政治家)
近藤 洋介（こんどう ようすけ、1965年5月19日 - ）は、日本の政治家。米沢市長（1期）。元衆議院議員（5期）。経済産業副大臣（野田第3次改造内閣）、経済産業大臣政務官（鳩山由紀夫内閣・菅直人内閣）、民主党役員室長、民主党山形県連代表、民進党山形県連代表などを務めた。
父は大蔵省課長補佐や経済企画庁長官、労働大臣、自民党金融問題調査会長などを務めた近藤鉄雄。母方の祖父は労働大臣を務めた野原正勝。

## 来歴
国際通貨基金に出向していた大蔵官僚の父・近藤鉄雄の、アメリカ合衆国ワシントンD.C.赴任中に同地で生まれる。山形県立山形東高等学校、慶應義塾大学法学部卒業。大学卒業後、日本経済新聞社に入社。編集局産業部や経済部に所属し、日本銀行や通商産業省、運輸省、農林水産省、建設省、国土庁等を担当。日本経済新聞社には11年間勤務し、1999年に退社した。
2000年、第42回衆議院議員総選挙に山形2区から無所属で出馬したが、自由民主党の遠藤武彦に敗れ、落選した。なお、1996年の第41回衆議院議員総選挙では自民党公認で出馬した父・近藤鉄雄が、当時は無所属であった遠藤に敗れている。2003年の第43回、2005年の第44回衆議院議員総選挙には民主党公認で出馬し、いずれも遠藤に山形2区で敗れたが、重複立候補していた比例東北ブロックで復活。2006年、当選2回ながら民主党次の内閣において、ネクスト経済産業大臣に起用される。2009年の第45回衆議院議員総選挙では、引退した遠藤に代わり出馬した自民党の新人を破り、初めて山形2区で当選した。選挙後、鳩山由紀夫内閣で経済産業大臣政務官に任命され、菅直人内閣まで務める。2011年9月、民主党国民運動委員長に就任。
2012年10月、野田第3次改造内閣で経済産業副大臣に任命された。同年12月の第46回衆議院議員総選挙では、野田佳彦首相が推進する環太平洋戦略的経済連携協定（TPP）への参加を訴え、山形2区から立候補。TPP反対を掲げる自民党新人の鈴木憲和に敗れたが、重複立候補していた比例東北ブロックで復活し、4選。
2014年12月の第47回衆議院議員総選挙では、TPP論議よりも安倍晋三政権下での米価下落や農政改革への批判を掲げて山形2区から出馬。再び自民党の鈴木憲和に敗北したが前回よりも票差を縮め、比例東北ブロックで復活し、5選。
2015年の民主党代表選挙に際しては、2014年12月24日に元代表の岡田克也に対して出馬を要請し、岡田の推薦人に名を連ねた。代表に選出された岡田の下で、民主党役員室長に起用された。
2017年の第48回衆議院議員総選挙では希望の党公認候補として出馬したが、またも自民党の鈴木に敗北し、比例復活もかなわず落選。落選後の2018年1月、次期国政選挙に向けて当面は無所属で活動する意向を表明した。
2019年8月30日、同年11月24日投開票の米沢市長選挙への出馬を表明。投開票の結果、現職の中川勝（自民党・公明党推薦）に僅か24票差で破れ落選した。落選を受け、今後については「現時点では、白紙の状態」と語っていた。
2022年12月15日、翌2023年12月施行予定の任期満了に伴う米沢市長選挙への出馬を表明。投開票の結果自公推薦の元外務省職員伊藤夢人らを破り初当選。任期は2023年12月22日より4年間。

## 政策・主張
- 民進党内では保守派に属し、永住外国人への地方選挙権付与に反対もしくは慎重な議員で構成される永住外国人の地方参政権を慎重に考える勉強会に参加した。
- 日本国憲法の改正、集団的自衛権の行使を禁じた内閣法制局の憲法解釈の見直しに賛成[15]。
- 日本の核武装について「今後の国際情勢によっては検討すべきだ」としている[15]。
- 原子力規制委員会の新基準を満たした原子力発電所の再稼働に賛成[15]。
- 女性宮家の創設に賛成[15]。
- 日本の環太平洋戦略的経済連携協定（TPP）交渉への参加に反対[16]。
- 選択的夫婦別姓制度導入について、「どちらとも言えない」としている[17]。

## 人物
- 喫煙者であり、超党派の愛煙家国会議員からなる議員連盟「もくもく会」の顧問を務めている[18]。

## 所属団体・議員連盟
- もくもく会（顧問）[18]
- 永住外国人の地方参政権を慎重に考える勉強会

## 著書
- 『日米貿易摩擦ミクロの深層』 日本経済新聞社、1989年10月。ISBN 9784532089139
- 『官僚 - 軋む巨大権力』 日本経済新聞社、1994年7月。ISBN 9784532143084